# Diego Cordovez
Diego Cordovez (ur. 1935, zm. 2014) – ekwadorski dyplomata.
W 1963 rozpoczął karierę funkcjonariusza w ONZ. Od 1981 do 1988 pełnił rolę zastępcy sekretarza generalnego ONZ, jednocześnie od 1982 do 1988 będąc mediatorem z ramienia ONZ w Afganistanie. Od 1988 do 1992 sprawował urząd ministra spraw zagranicznych Ekwadoru. Był kandydatem do Pokojowej Nagrody Nobla. W 1998 otrzymał Nagrodę Martina Luthera Kinga.